# Upplands runinskrifter 989

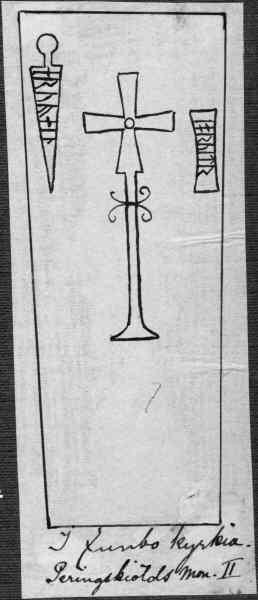
Träsnitt avbildande U 989

Runinskrift U 989 är en runristad gravhäll i Funbo kyrka, Funbo socken, Uppsala kommun i Uppland.

## Runstenen
U 989 är fastmurad upprest mot västra väggen i kyrkans vapenhus.
Gravhällen består av ljusgrå kalksten. Den är trapetsformad, det vill säga något smalare i undersidan. Höjden är 1,60 meter, bredden är upptill 0,63 meter, och nedtill 0,52 meter. Stenen pryds av ett likarmat kors på en hög fot. Den runda form som korset står på förställer förmodligen en gravkulle. Vänster om korset finns ett svärd avbildat, med en runinskription inom klingan. Till höger om korset är ytterligare en inskription inom linjer som föreställer ett svårtolkat föremål. Eventuellt är det bara en ram för runorna. I båda de nedre hörnen finns två små kors. Ristningarna är nötta och därmed svårtolkade. Linjerna är smala och jämna. Gravhällar med runor tillhör en sen period av runristandet. Runristade gravhällar finns på flera andra ställen i Uppland, till exempel: U 64, U 413, U 449, och U 799.

## Inskriften
Translitterering av runraden:
a[r]nu[ai-] i[or]uidr
Normalisering till fornvästnordiska:
Arn... Jôrundr
Översättning till nusvenska:
Arn... Jorund
De båda inskrifterna utgörs förmodligen av två namn. Det högra är bättre bevarat och är med säkerhet namnet Jorund. Den vänstra mer slitna ristningen har troligen förleden Arn-, medan efterleden är oklar. Man kan gissa, att namnet var arngair Arngœiʀʀ.

## Historia
Gravhällen har ursprungligen legat över en grav på kyrkogården, men senare flyttats in i kyrkan. Hällen var känd av Johannes Bureus som beskrev att den fanns i kyrkgolvet. Johannes Rhezelius skrev att den låg i korgolvet. Enligt Rhezelius skulle kyrkans grundläggare ligga begravd under hällen. Enligt Richard Dybeck låg den under en av de södra bänkarna i kyrkan. Stenen togs upp ur golvet 1864 för att skydda den slitna ytan.